# Aaron Antonovsky
 (juin 2016).
Si vous disposez d'ouvrages ou d'articles de référence ou si vous connaissez des sites web de qualité traitant du thème abordé ici, merci de compléter l'article en donnant les références utiles à sa vérifiabilité et en les liant à la section « Notes et références ».
Aaron Antonovsky, né le 19 décembre 1923 à Brooklyn, New York et décédé le 7 juillet 1994 a Beer-Sheva, Israël) était un professeur de sociologie considéré comme le père fondateur de la salutogenèse.

## Biographie
Aaron Antonovsky n'a pas subi personnellement la Shoah, mais il s'est entretenu avec des survivants des camps de concentration nazis. Son étude des facteurs favorisant la survie et l'adaptation l'a amené à formuler le concept de salutogenèse (contrairement à la pathogenèse qui étudie les causes des maladies),,.